# كينيث ماسي
كينيث ماسي (بالإنجليزية: Kenneth Massey)‏ هو أستاذ جامعي أمريكي، ولد في 25 ديسمبر 1975 في دانفيل في الولايات المتحدة.

## وصلات خارجية
- الموقع الرسمي